# قناة العاشق
قناة العاشق هي قناة مائية على شكل نفق تحت الأرض لجر المياه من منطقة عين الزرقا في منطقة سلمية إلى أفاميا طولها 150 كم. ما زالت بعض أجزاء هذه القناة بحالة جيدة واندثر معظم أجزاءها جراء زلزال حماة 1157.

## لمحة تاريخية
تمكنت بعثة أثرية من بعثات الهيئة العامة السورية للآثار من اكتشاف بقايا قناة مياه رومانية عمرها 2000 سنة في المنطقة الوسطى من سوريا وهي (قناة العاشق) التي كانت كتب التاريخ قد تحدثت عنها وعن أسطورة حب عاشها أمير منطقة «سلمية» في القرن الأول الميلادي مع ابنة ملك أفاميا والتي تبعد عن إمارته 80 كم، في وسط سورية قرب مدينة حماة السورية.
يروى أن أمير سلمية أحب ابنة ملك أفاميا وتقدم لخطبتها، فكان مهرها أن يجر مياه الري من عين الزرقاء الغنية بالمياه في منطقته إلى مدينتها أفاميا، وقد عمد الأمير إلى توظيف كل إمكانيات إمارته وعمالها لشق قناة يصل طولها إلى 150 كم أخذت شكلاً متعرجاً وهندسياً لتصل المياه بشكل جيد إلى أفاميا التي ترتفع عن سطح البحر 308 أمتار، في حين أن سلمية ترتفع 475 متراً عن سطح البحر، فتم إنشاء القناة باتقان وبدراسة علمية وهندسية فريدة.
يقول رئيس بعثة التنقيبات في القناة:

## وصلات خارجية
- http://fedaa.alwehda.gov.sy/_archive.asp?FileName=96080067020111106151349
- https://www.youtube.com/watch?v=-jSiH5FiP3k
- https://www.youtube.com/watch?v=-jSiH5FiP3k